# Gare d'Olsene
La gare d'Olsene est une gare ferroviaire belge, fermée, de la ligne 75, de Gand-Saint-Pierre à Mouscron (frontière). Elle était située à Olsene, une section de la commune de Zulte, dans la province de Flandre-Orientale. 

## Histoire
La halte d'Olsene a été inaugurée en 1839 ou 1841 par les Chemins de fer de l'État belge sur la section Gand - Deynze de la ligne de Gand-Sud à Courtrai et Mouscron (frontière) mise en service de 1838 à 1842. Jusqu'en 1852, la desserte de cette halte (administrée depuis Waregem) a seulement lieu les lundis, vendredis et dimanches.
Le bâtiment de la gare date vraisemblablement des années 1860 ou fin 1850. Il est architecturalement proche de ceux des gares de Deinze, Erembodegem, Londerzeel ou Drongen avec un corps central de six travées (cinq à l'origine) encadré par des ailes de longueur variable et flanqué d'annexes plus récentes. Les ouvertures du rez-de-chaussée sont couronnées d'arcs en plein cintre ; les fenêtres à l'étage ayant des arcs surbaissés. Le toit en zinc est à deux pentes (façon Mansarde) et une grande marquise de fer protège le quai attenant.
En 1918, durant l'offensive des Cent-Jours, plusieurs gares de la région sont détruites par les bombardements d'artillerie ou volontairement par les Allemands en retraite. Celui de Machelen subit d'importants dommages mais sera réparé.
Les Chemins de fer de l'État belge y feront construire un nouveau bâtiment qui constitue une version révisée du plan type 1895. Il s'agit d'un exemple rare en Belgique qui ne concernera que deux autres gares, Boussu et Zingem, avec de multiples différences entre-elles et par rapport aux nombreuses gares type 1895 d'avant-guerre. À Olsene, la façade se passe des pilastres et moulures de façade, d'où un aspect assez lisse, avec des jeux de couleurs parmi les briques (à motifs bruns sur fond jaune) et chaque fenêtre de l'étage côté voies est divisées en deux par une colonnette de section carrée. Le mur pignon de l'aile principale est percé par deux petites lucarnes carrées (au lieu d'une ronde) éclairant le grenier tandis que l'aile de service possède une grande baie double sous un faux arc bombé. Les pignons du corps de logis sont, eux, dépourvus de fenêtre.
La SNCB, jugeant le trafic insuffisant, ferme aux voyageurs la gare d'Olsene en 1978 et aux marchandises quelque temps après 1981. Le bâtiment demeure jusqu'à sa démolition en 1992.